# Río Kirenga
El río Kírenga (en ruso: Киренга) es un río ruso localizado en la Siberia, un afluente por la derecha del río Lena en su curso alto. Tiene una longitud de 746 km y drena una cuenca de 46.600 km².
Administrativamente, el río Kírenga discurre por el óblast de Irkutsk de la Federación de Rusia.

## Geografía
El río Kírenga nace de la confluencia de dos ramales, el Právaya Kírenga (Kírenga derecha) y Lévaya Kírenga (Kírenga izquierda), que nacen en la vertiente oeste de los montes Baikal. El río discurre en dirección norte y desagua por la derecha en el río Lena, en la localidad de Kírensk (12.800 hab. en 2007). Sus principales afluentes son los ríos Ulkán y Minya, por la derecha, y el río Janda, por la izquierda. 
El río está helado desde finales de octubre-primeros de noviembre, hasta finales de abril-primeros de mayo. En su curso, no hay ningún centro urbano de importancia, salvo en la desembocadura, donde se encuentra Kírensk, pero hay muchas pequeñas localidades en todo su recorrido. El río es navegable 228 km aguas arriba desde la boca hasta Kazáchinskoie. 